# Heaven (svensk musikgrupp)
Heaven är en musikgrupp som bildades år 2000 då Frank Bakken bestämde sig att arbeta med eget material. Han träffade Jens Bock vid en spelning nära Stockholm. Dom beslutade att starta ett eget band. Frank Bakken rekryterade basisten Maria Lundin och Jens Bock talade med sin vän Fred Schymberg som blev med i bandet som gitarrist.

## Medlemmar
- Frank Bakken – sång, keyboard
- Jens Bock – trummor
- Maria Lundin – basgitarr
- Fred Schymberg – gitarr

## Diskografi
Studioalbum
- 2002 – Power From the Sky